# Кампанари (Анкона)
Кампанари је насеље у Италији у округу Анкона, региону Марке.
Према процени из 2011. у насељу је живело 282 становника. Насеље се налази на надморској висини од 31 м.